# Флягин, Валерий Александрович
Валерий Александрович Флягин (12 июня 1926, г. Павлово Горьковской области — 28.12.2004, Нижний Новгород) — российский учёный-радиофизик. Дважды лауреат Государственной премии СССР.
Биографические данные:
- 1947—1953 учёба на радиофизическом факультете Горьковского университета;
- 1953—1956 младший научный сотрудник, главный инженер-конструктор Горьковского физико-технического института (ГИФТИ);
- 1956—1957 инженер-конструктор, 1957—1977 зав. лабораторией вакуумной электроники НИРФИ;
- 1977—2002 заместитель директора Института прикладной физики АН СССР.

С 2002 на пенсии.
Кандидат физико-математических наук (1966).
Лауреат Государственных премий СССР в области науки и техники (1967 год — за теоретическое и экспериментальное исследование индуцированного циклотронного излучения, приведшее к созданию нового класса электронных приборов — мазеров на циклотронном резонансе (МЦР), и 1983 год — за цикл работ «Мощные гиротроны диапазона миллиметровых волн и энергетические гиротронные комплексы для исследований» (1967—1981)).
Заслуженный деятель науки и техники РФ (1989). Награждён орденом «Знак Почёта» (1976) и медалью «За доблестный труд» (1970).
Темы научных исследований:
- вакуумная СВЧ электроника,
- создание мощных СВЧ генераторов и усилителей с электронными потоками, направляемыми сильным магнитным полем,
- производство сверхпроводящих магнитных систем для гиротронов,
- создание гиротронов с мощностью излучения до 1 МВт.

В начале 70-х гг. был одним из организаторов совместной работы НИРФИ, Института атомной энергии (Москва) и НПП «Салют» (Горький) по производству промышленных гиротронов и их использованию для нагрева плазмы в установках управляемого термоядерного синтеза.